# Frozen Strait
Frozen Strait er en vandvej i det canadiske territoriet Nunavut lige nord for Hudsonbugten mellem Melvillehalvøen mod nord og Southampton Island mod syd. Strædet forbinder Repulse Bay mod vest med Foxe Basin mod øst. Strædet er 80 kilometer langt og mellem 19 og 32 km bredt.
I 1615 blev Robert Bylot blokeret af is i den østlige ende. I 1742 nåede Christopher Middleton vestenden. Han sejlede nordpå gennem Roes Welcome Sound til Repulse Bay. Da han så strædet isfyldt i august, syntes det tydeligt, at der ikke var nogen passage, så han gav navnene Frozen Strait og Repulse Bay. I 1821 passerede William Edward Parry sundet uden problemer. Grønlandshvaler ser ud til at vandre om foråret gennem Roes Welcome Sound, men muligheden for migration gennem Frozen Strait kan ikke udelukkes.